# Сингес
Тиберій Юлій Сингес (Сиггес) (*д/н —275/276) — цар Боспору в 258—275/276 роках.

## Життєпис
Походив з династії Тиберіїв Юліїв. Син боспорського царя Рескупоріда V (IV). Про нього вкрай замало відомостей. Основною згадкою є монета з легендою BACI(ΛEΩC) CYΓΓHC.
Можливо, 248 року перебував у Римі як заручник, або втік від батька. За деякими відомостями служив в Колонії Ульпії Траяна (сучасне м. Ксантен, ФРН), де звів фортецю, названу Сингеторн.
У 258 році повернувся до Боспору й став співцарем Рескупоріда V, або повалив останнього, який ще раніше (256 року) уклав союз з борами і герулами проти Риму. За іншими відомостями був прихильником союзу з германцями (ніколи не служив Риму), активно допомагав флотом у нападах на узбережжя Римської імперії.
У 261 році за невідомих обставин вимушений був поступитися Рескупоріду V, який повернувся до влади. Втім після поразки боспорців 267 року у війні з герулами, Сингез повернув владу. Володарював до 275 або 276 року, коли його співправителем або спадкоємцем став брат Тейран I.